# 可变气门正时
可变气门正时（英語：Variable Valve Timing），是一种用于汽车活塞式发动机中的技术。VVT技术可以调节发动机进气排气系统的重叠时间与正时（其中一部分或者全部），降低油耗並提升效率。

## 工作原理

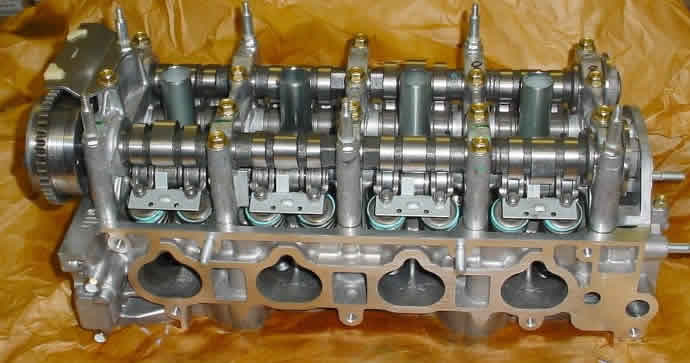
本田K20Z3发动机中的i-VTEC系统。

活塞式发动机通常通过提升節流閥来进气与排气，提升阀直接或间接地被凸轮轴上的凸轮驱动。在每个进气排气循环中，凸轮驱动气门打开（升程）一定时间（重叠时间）。
在高转速下，发动机需要更多的空气，但是进气气门可能在所需空气完全进入前关闭，造成性能降低，因此气门打开和关闭的正时十分重要。持续打开的气门会导致燃料未经燃烧便排出发动机，会降低发动机的性能并增加排氣污染，所以比赛用发动机怠速不能过低。另一方面，如果凸轮持续令气门打开较长时间，像赛车的情况，在较低转速下便会出现问题。
曲轴通过正时皮带、齿轮或链条来驱动凸轮轴，凸轮轴上凸轮的轮廓与位置通常是为特定的发动机转速而优化，通常这会降低发动机在低转速情况下的扭矩和高转速情况下的功率。VVT技术能够使其根据发动机工况进行改变，提高了发动机的效率与动力。

## 歷史
环境与燃油经济性法规的压力使车商选用VVT技术作为解决方案。50年代晚期義大利FIAT汽車最早獲得汽車使用的可變汽門正時與揚程專利，並在1980年推出最早使用可變汽門技術引擎的汽車Alfa Romeo Spider 2.0L（US Patent 4,231,330）。1975年通用汽車為了減少汽車廢氣污染發明可變汽門揚程專利技術，但並未實用化。機械式的VVT系统可以提前或延后进气排气气门的正时。其他的像本田的VTEC技术可在不同发动机转速下在两组凸轮中切换。1991年美國Clemson大學發明更先進的進排氣門連續可變汽門正時並獲得專利（American Society of Mechanical Engineers, Clemson camshaft boosts auto fuel economy, Mechanical Engineering-CIME（1991-12-01）），在此之後BMW汽車公司與該校機械系成為密切合作的夥伴。1995年英國Rover汽車集團領先合作夥伴Honda汽車，發明另一種連續可變汽門正時技術VVC。

## 各个车厂的名称
- VTEC、i-VTEC、VTEC-E - 本田技研工業的名称。
- MIVEC - 三菱汽车的统称。
- AVCS - 富士重工業的名称，為Active Valve Control System的简称。
- NVCS、CVTC、eVTC、NEO VVL、VVEL、VEL- 日産汽车的名称。
- VVT-i、VVTL-i、VVT-iE、VALVEMATIC - 丰田汽车的名称。
- VVT、VC - 铃木公司的名称。前者用在汽车上、後者用于摩托车。
- DVVT - 大发汽车的名称。
- S-VT - 马自达的名称。
- VarioCam、VarioCam Plus - 保时捷的名称。
- VANOS、Valvetronic - BMW的名称。
- CVVT、D-CVVT - 吉利汽車及現代汽車的名称。
- TiVCT - 福特汽車的名稱